# Jan Chomutovský
Jan Chomutovský (8. května 1897 Tábor – 23. května 1975 Kolín) byl český a československý architekt, politik a člen Československé strany lidové, za kterou byl po roce 1945 poslancem Prozatímního Národního shromáždění. Po roce 1948 působil v exilu.

## Biografie
Absolvoval obecnou a měšťanskou školu v Táboře a studoval průmyslovou školu v Plzni, později architekturu na Vysoké škole architektury při Akademii výtvarných umění v Praze, kterou dokončil v roce 1924. Nastoupil do praxe a po pěti letech si založil soukromou firmu jako projektant a architekt. Podílel se na projektu budovy československého vyslanectví v Bělehradě (1922) nebo areálu Jihočeské výstavy v Táboře (1929). Angažoval se v Syndikátu výtvarných umělců, kde po dobu tří let působil coby jednatel. Už v meziválečném období byl členem lidové strany. V roce 1935 připravoval spolu s Janem Jiřím Rücklem celostátní katolický sjezd. Za druhé světové války byl kvůli svým kontaktům a pro podezření z ilegální činnosti opakovaně vyšetřován gestapem.
V letech 1945-1946 byl poslancem Prozatímního Národního shromáždění za lidovce. Mandát držel až do parlamentních voleb v roce 1946.
Po volbách v roce 1946 odešel z aktivní politiky. Neúspěch ve volbách přičítal své podpoře Heleně Koželuhové. Po únorovém převratu v roce 1948 odešel do exilu. Napoprvé byl ale zadržen při pokusu o přechod hranice u obce Lenora na Šumavě spolu s poslancem Jindřichem Synkem. Po krátkém věznění byl propuštěn a opětovně se pokusil o útěk z republiky, nyní již úspěšně. Usadil se v Chicagu a pracoval jako architekt. Je autorem práce Československé Sokolstvo v zahraniční 1948–58 (Chicago 1958). V 60. letech přesídlil z Chicaga do Rakouska a roku 1968 se vrátil do Československa. Zde nevyvíjel veřejnou činnost, trpěl nervovým onemocněním.